# Animefest
Animefest je každoroční setkání fanoušků japonského komiksu a animovaného filmu v Brně. Podle portálu manga.cz je Animefest „prvním samostatným manga a anime conem uspořádaným v českých, či lépe řečeno moravských zemích“. Organizátorem Animefestu je občanské sdružení Brněnští otaku. Animefest se koná již od roku 2004. První tři roky byl pořádán v Kině Art, v roce 2007 se přidalo Kino Scala, které bylo v roce 2009 vystřídáno hotelem International, který byl o rok později vyměněn za hotel Continental. Roku 2012 byl festival přesunut na brněnské výstaviště.

## Program
V rámci Animefestu probíhají přednášky, workshopy, prezentace filmů a seriálů, besedy a autogramiády s autory, divadlo kjógen a další program.

### Soutěže
V rámci Animefestu se koná několik soutěží:
- Anime music video v kategoriích Akce / Dynamika, Drama / Romance, Komedie / Parodie. Vítěz vyhraje cenu malého Totora.[5]
- Cosplay soutěž (soutěž v tvorbě kostýmů) je součástí mezinárodních soutěží Extreme Cosplay Gathering, World Cosplay Summit, Tournament of Champions. V minulosti byla součástí soutěží EuroCosplay a Clara Cow's Cosplay Cup.[6]
- Cosplay debut - soutěž pro účastníky, kteří soutěží poprvé.
- FestDance je taneční soutěž na motivy hudby z anime, hry nebo asijského interpreta. V roce 2013 byla do programu zařazena poprvé.[6]
- K-Pop Dance Off (od roku 2025) - taneční soutěž zaměřená na covery k-pop písní. Kvalifikace na European K-Pop Dance Fight Fest.

## Historie
První ročník festivalu se uskutečnil 8. a 9. května 2004 v Brně. Zúčastnilo se jej zhruba 200 lidí.
Patnáctý ročník se konal 18. až 20. května 2018 na brněnském výstavišti, navštívilo jej 6 000 diváků.